# Ryan Strome
Ryan Strome (ur. 11 lipca 1993 w Mississauga) – kanadyjski hokeista, występujący na pozycji napastnika.

## Kariera
Wydraftowany przez New York Islanders w pierwszej rundzie z piątym numerem podczas NHL Entry Draft 2011. W październiku 2011 strony uzgodniły warunki pierwszego, 3-letniego kontraktu zawodnika w NHL. Występy w NHL rozpoczął w barwach Islanders od sezonu 2013–2014, a wcześniej grał w juniorskich drużynach Barrie Colts i Niagara IceDogs z OHL oraz w Bridgeport Sound Tigers z AHL, afiliacji drużyny z Nowego Jorku. W czerwcu 2017 przeniósł się z New York Islanders do Edmonton Oilers na zasadzie wymiany za Jordana Eberle. Po sezonie 2017–2018 klub z Edmonton przedłużył kontrakt z zawodnikiem o dwa lata. W listopadzie 2018 przeniósł się do New York Rangers na zasadzie wymiany za Ryana Spoonera.

## Statystyki

### Sezon zasadniczy i play-off
| 2008–2009 | Toronto Marlboros       | GTHL      | 76  | 85 | 79  | 164 | 86  | –  | – | –  | –  | –  |
| 2009–2010 | Barrie Colts            | OHL       | 34  | 5  | 9   | 14  | 35  | –  | – | –  | –  | –  |
| 2009–2010 | Niagara IceDogs         | OHL       | 27  | 3  | 10  | 13  | 26  | 5  | 0 | 3  | 3  | 0  |
| 2010–2011 | Niagara IceDogs         | OHL       | 65  | 33 | 73  | 106 | 82  | 14 | 6 | 6  | 12 | 19 |
| 2011–2012 | Niagara IceDogs         | OHL       | 46  | 30 | 38  | 68  | 47  | 20 | 7 | 16 | 24 | 31 |
| 2012–2013 | Niagara IceDogs         | OHL       | 53  | 34 | 60  | 94  | 59  | 5  | 2 | 1  | 3  | 8  |
| 2012–2013 | Bridgeport Sound Tigers | AHL       | 10  | 2  | 5   | 7   | 4   | –  | – | –  | –  | –  |
| 2013–2014 | Bridgeport Sound Tigers | AHL       | 37  | 13 | 36  | 49  | 41  | –  | – | –  | –  | –  |
| 2013–2014 | New York Islanders      | NHL       | 37  | 7  | 11  | 18  | 8   | –  | – | –  | –  | –  |
| 2014–2015 | New York Islanders      | NHL       | 81  | 17 | 33  | 50  | 47  | 7  | 2 | 2  | 4  | 2  |
| 2015–2016 | New York Islanders      | NHL       | 71  | 8  | 20  | 28  | 28  | 8  | 1 | 3  | 4  | 2  |
| 2015–2016 | Bridgeport Sound Tigers | AHL       | 8   | 2  | 2   | 4   | 10  | –  | – | –  | –  | –  |
| 2016–2017 | New York Islanders      | NHL       | 69  | 13 | 17  | 30  | 40  | –  | – | –  | –  | –  |
| 2017–2018 | Edmonton Oilers         | NHL       | 82  | 13 | 21  | 34  | 33  | –  | – | –  | –  | –  |
| 2018–2019 | Edmonton Oilers         | NHL       | 18  | 1  | 1   | 2   | 14  | –  | – | –  | –  | –  |
| NHL razem | NHL razem               | NHL razem | 358 | 59 | 103 | 162 | 170 | 15 | 3 | 5  | 8  | 4  |

### Międzynarodowe
| Rok              | Drużyna          | Turniej          | Wynik            | M  | G | A | Pkt | Min |
| ---------------- | ---------------- | ---------------- | ---------------- | -- | - | - | --- | --- |
| 2010             | Kanada           | U17              | 1st              | 6  | 2 | 1 | 3   | 4   |
| 2012             | Kanada           | MŚJ              | 1st              | 6  | 3 | 6 | 9   | 8   |
| 2013             | Kanada           | MŚJ              | 4                | 6  | 4 | 2 | 6   | 10  |
| Juniorskie razem | Juniorskie razem | Juniorskie razem | Juniorskie razem | 18 | 9 | 9 | 18  | 22  |